# روبيرت ماريو فلوريس
روبيرت ماريو فلوريس (بالإسبانية: Robert Flores) (مواليد 13 مايو 1986 في كانيلونيس - الأوروغواي) لاعب كرة قدم أوروغواياني يلعب حاليا لصالح نادي الدرجة الأولى فياريال الإسباني منذ 2008 في مركز الوسط المهاجم كما يجيد اللعب في مركز الجناح الأيمن والأيسر والمهاجم .

## روابط خارجية
- روبيرت ماريو فلوريس على موقع قاعدة بيانات كرة القدم.إي يو (الإنجليزية)
- روبيرت ماريو فلوريس على موقع ناشيونال فوتبول تيمز (الإنجليزية)
- روبيرت ماريو فلوريس على موقع Soccerway.com (الإنجليزية)